# Dietrich Neuhaus

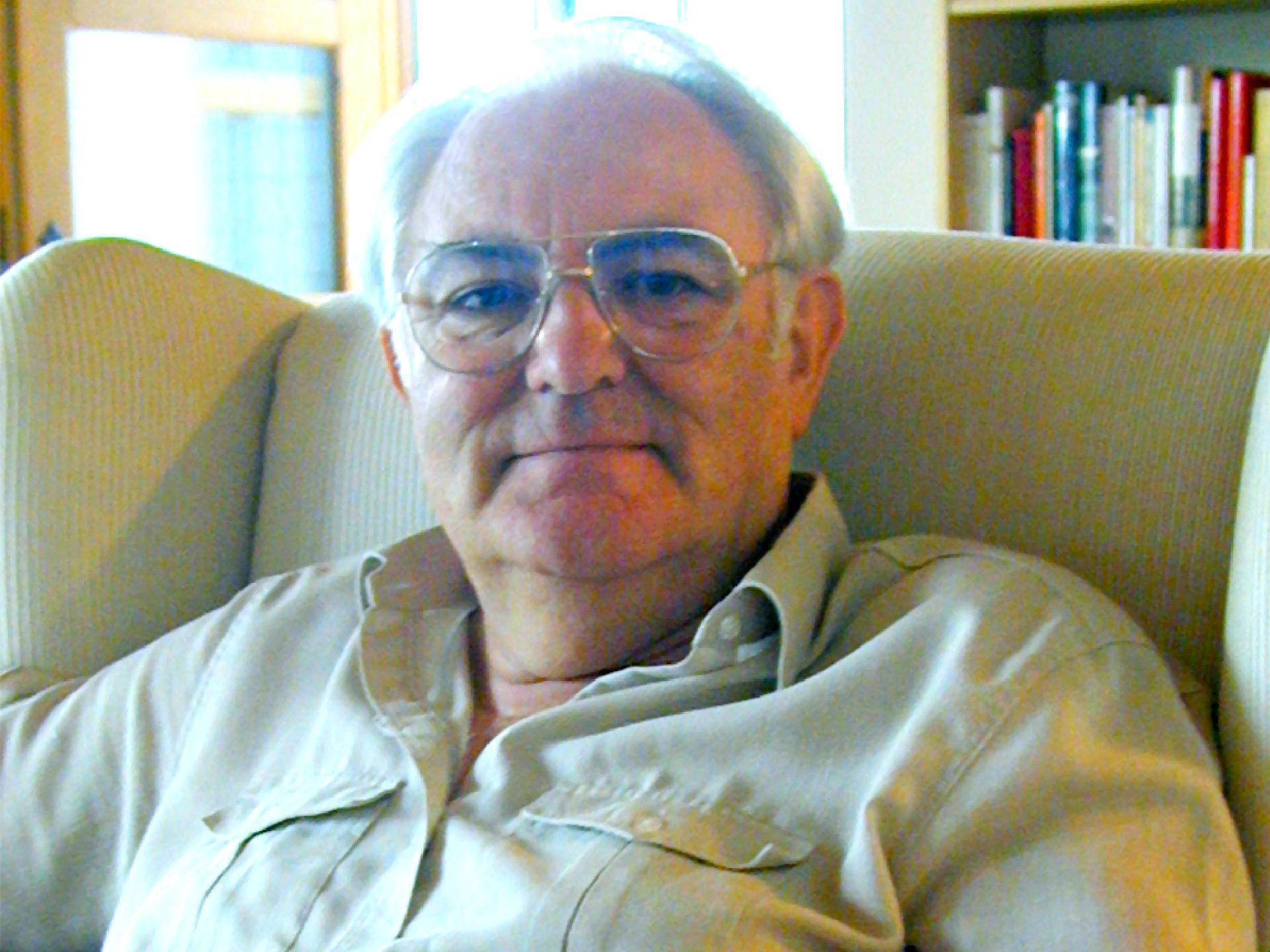
Dietrich Neuhaus 2003

Dietrich Neuhaus (* 4. März 1931 in Stettin; † 6. Dezember 2020 in Grünwald) war ein deutscher Kabarettist, Schriftsteller und Werbetexter. Er gründete und leitete das literarische Kabarett Die Buchfinken.

## Leben
Nach dem Abitur machte Neuhaus eine Buchhändlerlehre in der traditionsreichen „Hamburger Bücherstube Felix Jud und Co“. Bereits während seines anschließenden – jedoch nicht abgeschlossenen – Studiums der Germanistik gründete er das Hamburger Bücherbrettl Die Buchfinken. Ab 1958 war er als Kreativer in renommierten Werbeagenturen im In- und Ausland tätig. Neuhaus gilt als der Kopf hinter dem Werbeslogan „Ritsch Ratsch Klick“, der für Agfa-Pocketkameras allgemeine Bekanntheit erlangte. Zuletzt lebte er als freier Schriftsteller und Lyriker in Grünwald bei München.

## Werke

### Romane, Erzählungen
- Der andere Adam, Norderstedt 2007
- Der Gedankendieb, Norderstedt 2009
- Wir weigern uns, Feinde zu sein, Norderstedt 2010
- Shakespeares dunkle Jahre, Norderstedt 2010
- Der Sohn des Buckelapothekers, Norderstedt 2012
- Willkommen im Greisenpalast, Norderstedt 2012
- Von Magiern, Mimen und Meistern, Norderstedt 2013

### Kurzgeschichten
- Schwarzrosa Prosa, Norderstedt 2004
- Erzähl doch keine Geschichten, Norderstedt 2006
- Nicht ohne meine Katzen, Norderstedt 2008
- Alles muss raus, Norderstedt 2011
- Fannie Fantastisch, Norderstedt 2013

### Bühnentexte, Hörspiele
- STÜCK-ARBEIT  Buch 1 – 6, Norderstedt 2005 – 2013

### Gedichte
- Vorsicht: Gedichte!, Norderstedt 2004
- Das Dorf der dichtenden Katzen, Norderstedt 2012

### Übertragungen, Nachdichtungen
- Mit anderen Worten., Norderstedt 2009 (laut Verlag Übertragungen und Nachdichtungen frei nach Dante, Shakespeare, de La Fontaine, Poe, Verlaine, Baudelaire, Eliot, Hemingway und anderen)
- Mein Shakespeare. Sechs Werke des Meisters in freier Interpretation und Übertragung, Norderstedt 2013